# Lieschen (Straßenbahn)

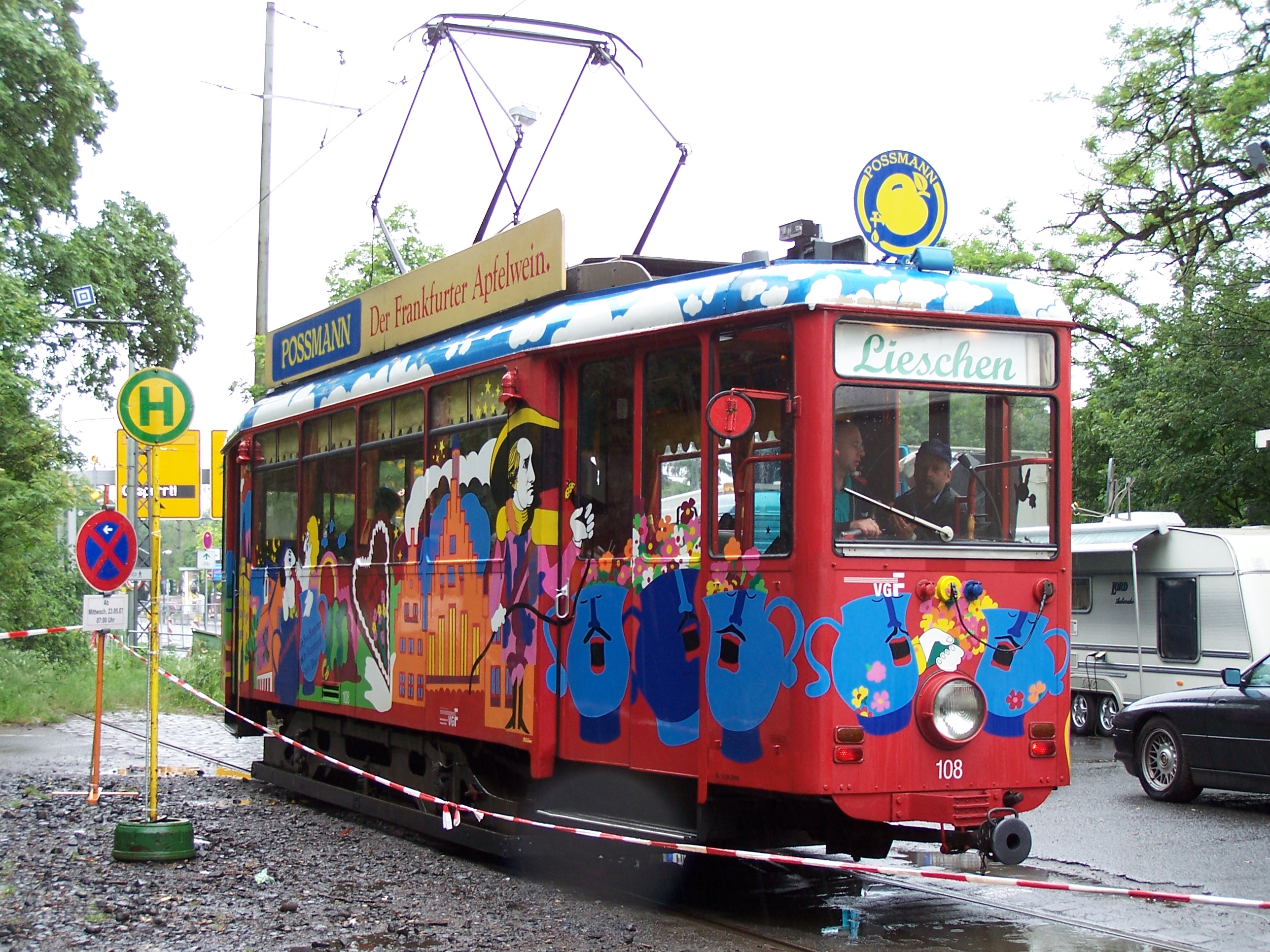
Sonderlinie „Lieschen“ (K-Wagen 108) während des Wäldchestages 2007 an ihrer Endhaltestelle Oberforsthaus

Das Lieschen war eine Sonderlinie der Straßenbahn Frankfurt am Main. Die Linie verkehrte bis 2013 an vier Tagen im Jahr während des Frankfurter Volksfestes Wäldchestag.

## Geschichte
Die Straßenbahn-Sonderlinie wurde ab den 1930er Jahren eingesetzt. Erstmals 1970 verkehrte sie mit zweiachsigen Kriegsstraßenbahnwagen der Baureihe J oder Verbandswagen der Baureihen K. 1977 wurden die verwendeten K-Triebwagen zum Ebbelwei-Expreß umlackiert. Ab 1983 folgten O-Wagen und ab 1983 die K-Wagen des Ebbelwei-Expresses. Im Jahr 2014 stellte die VGF den Betrieb ein, da die Strecke anlässlich der Errichtung der Neubaustrecke über die Stresemannallee für 1,5 Millionen Euro hätte instand gesetzt werden müssen. Stattdessen kommt ein historischer Omnibus zum Einsatz.

## Betrieb
Die Linie verkehrte nur von Pfingstsamstag bis einschließlich des Dienstags nach Pfingsten, dem eigentlichen Wäldchestag (auch „Frankfurter Nationalfeiertag“ genannt), zuletzt in der Zeit von 13 bis 1:30 Uhr im 20-Minuten-Takt. Das Lieschen war neben dem Ebbelwei-Expreß die einzige Frankfurter Straßenbahnlinie, auf der noch Schaffner eingesetzt wurden. Auf dieser Sonderlinie galten zuletzt die normalen Fahrscheine des Rhein-Main-Verkehrsverbundes. Gelegentlich fanden auf der Strecke auch Sonderfahrten mit anderen Zweirichtungsfahrzeugen statt.

## Linienverlauf
Die Linie verkehrte auf einem nicht von regulären Straßenbahnlinien befahrenen ehemaligen Streckenteil der Frankfurter Waldbahn zwischen der Sonderstation Riedhof (in der Nähe der Straßenbahnstation Stresemannallee/Mörfelder Landstraße der Linien 17 und 18) über die Omnibus-Haltestelle Waldspielpark Louisa und einer Behelfshaltestelle kurz vor der Station Oberforsthaus der Linie 21. Die eingleisige Strecke wurde ab 1889 von der Waldbahn-Linie 2 nach Schwanheim mit Dampfstraßenbahnen befahren, bis der Verkehr auf diesem Teilstück am 10. April 1925 wegen der neuen elektrischen Straßenbahnlinie 15 nach Niederrad eingestellt wurde. Das Gleis wurde erst im Frühjahr 1935 mit einer Oberleitung versehen. Danach wurde die Strecke noch bis in die 1930er Jahre von der nicht ganztägig verkehrenden Linie 8 der Städtischen Straßenbahn genutzt. Seitdem gab es auf diesem Streckenabschnitt lediglich während des Wäldchestages regelmäßigen Personenverkehr.
Die Gleisverbindung zum Frankfurter Stadion entfiel durch den barrierefreien Umbau der Haltestelle Oberforsthaus zur Fußball-Weltmeisterschaft 2006 und die Verlängerung der Bahnsteige für die Bedienung mit Triebwagen vom Typ S in Doppeltraktion. Die Zufahrt erfolgte am anderen Ende der Strecke durch die Mörfelder Landstraße über eines von ehemals zwei existierenden Gleisen. Die Verbindung zu dem anderen Richtungsgleis der Linie 14 war in der zweiten Hälfte der 1990er Jahre nach einem Weichendefekt abgebaut worden. Im Rahmen der Straßenbahnneubaustrecke über die Stresemannallee sollte die Zufahrt zur Lieschenstrecke umgebaut werden, was anlässlich der Instandsetzungskosten für die Strecke letztlich nicht durchgeführt wurde. Beim Einbau der Weichenverbindung für die Neubaustrecke über die Stresemannallee wurde die Lieschenstrecke im April 2014 vom Schienennetz getrennt.

## Galerie

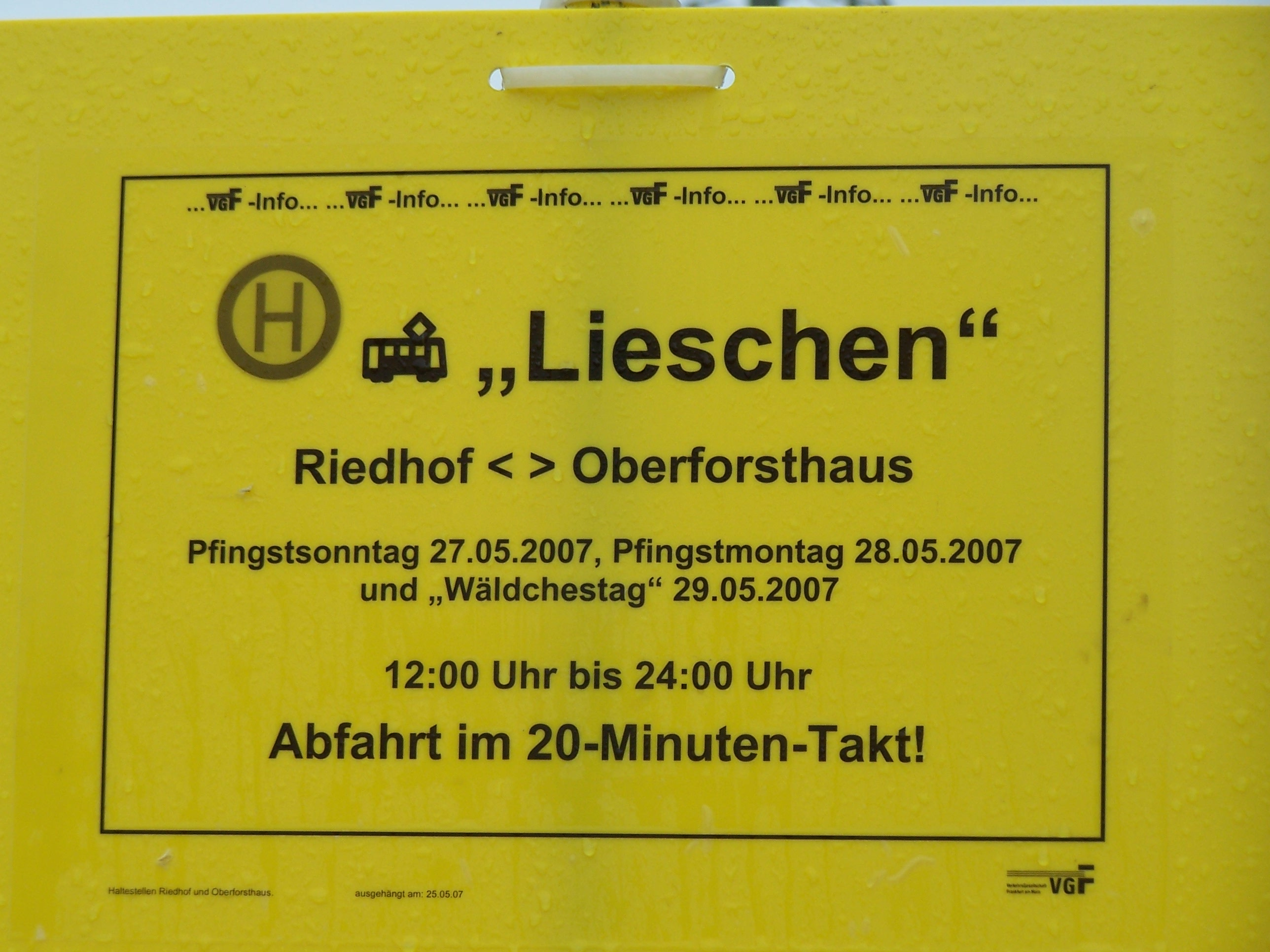
Beschilderung an der Sonderhaltestelle Riedhof (2007)
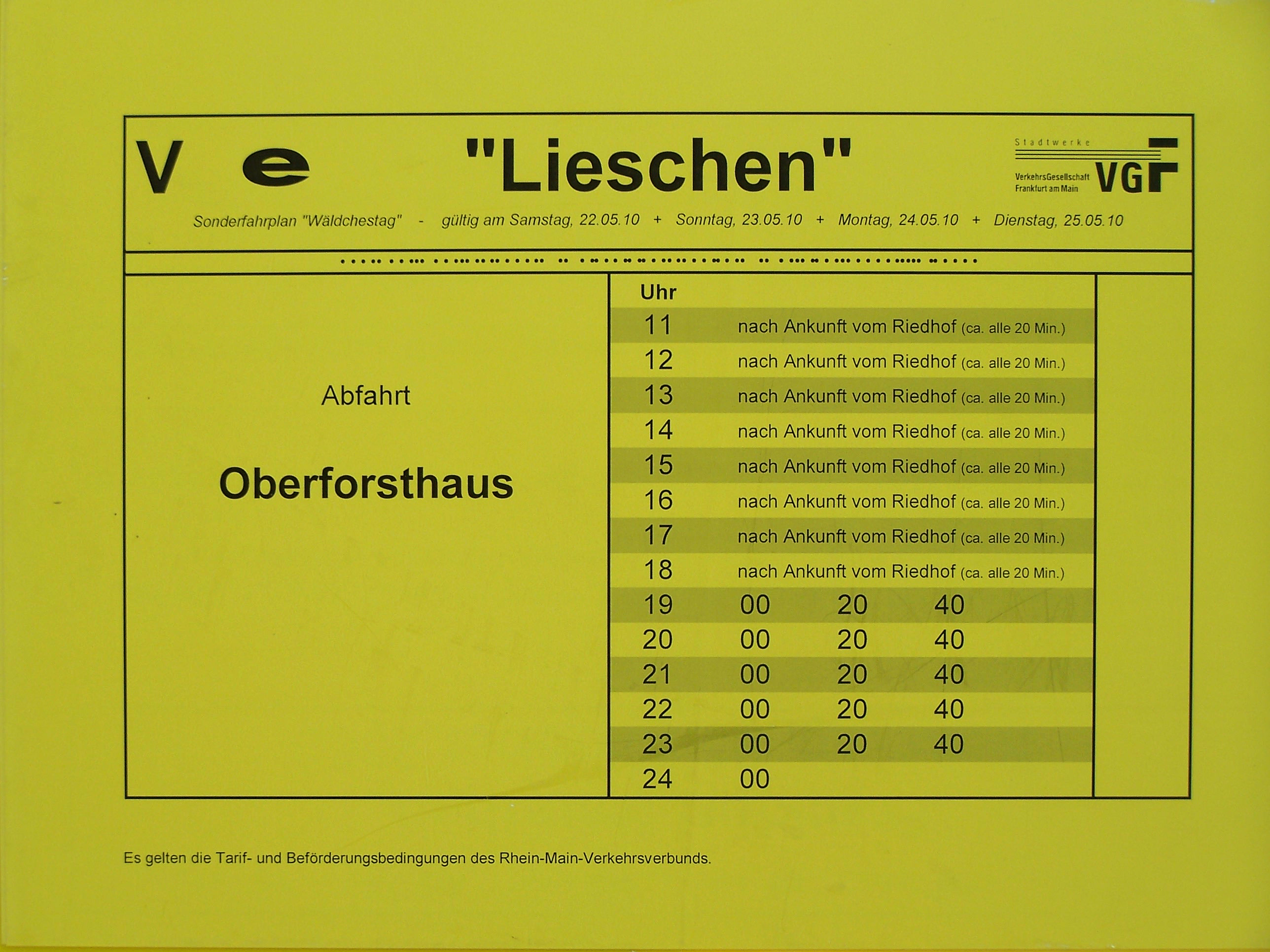
Fahrplan an der Behelfshaltestelle Oberforsthaus (2010)
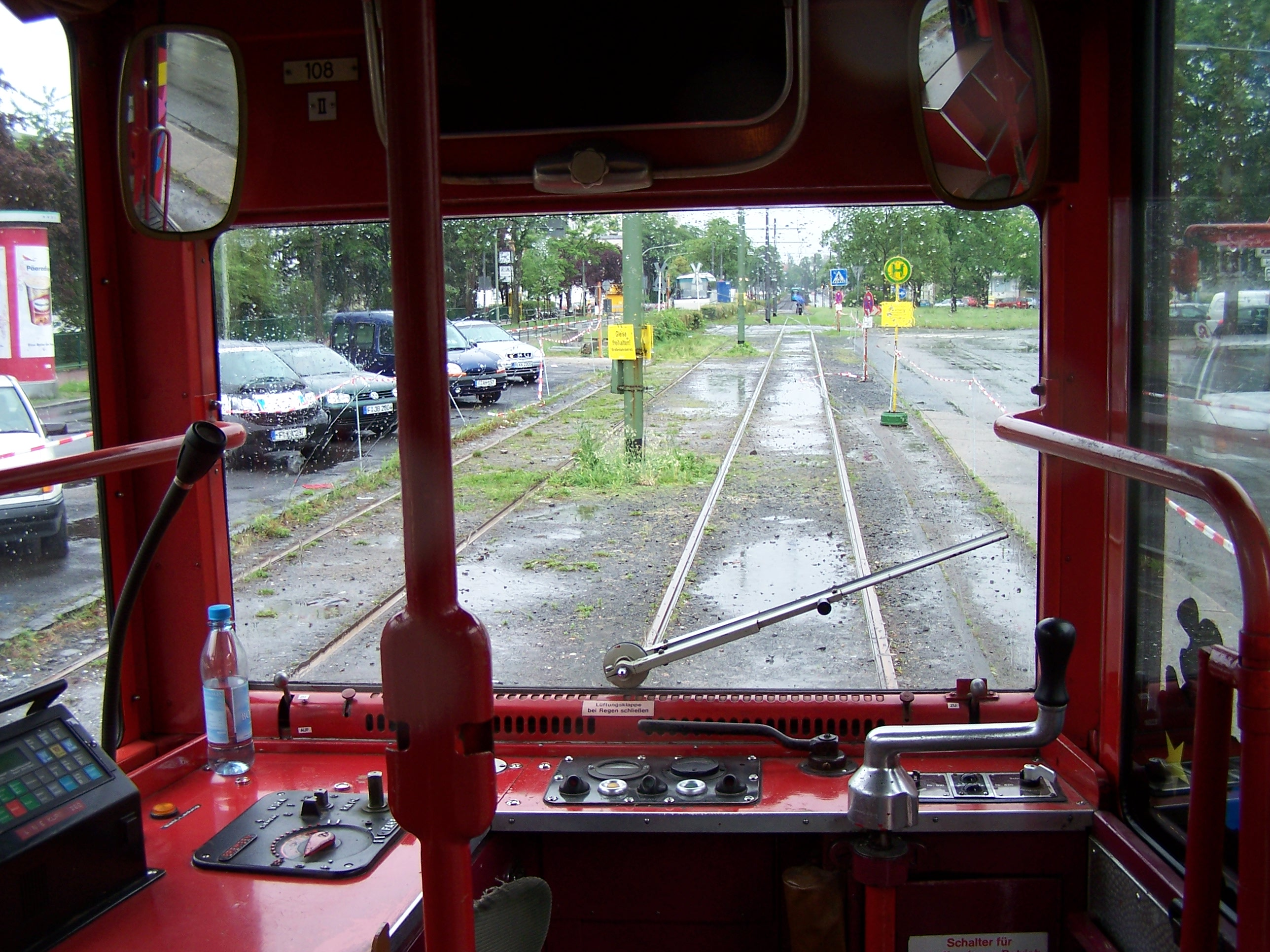
Hinterer Führerstand nach der Abfahrt an der Haltestelle Riedhof (2007)
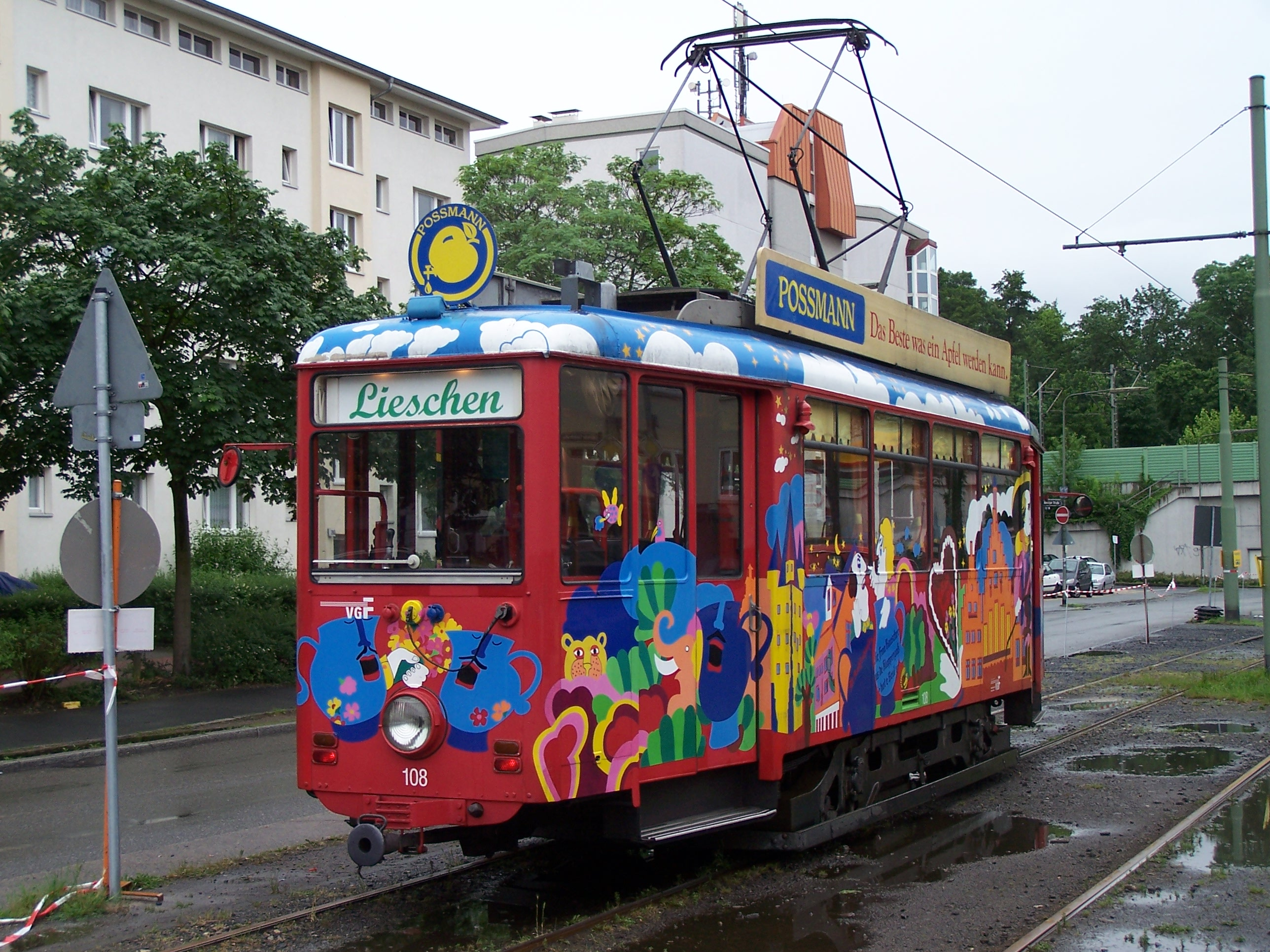
Lieschen an der Sonderhaltestelle Riedhof (2007)